# Herbert Albrecht (gouwleider)
Herbert Albrecht (Altenburg, 12 januari 1900 - München, 13 juni 1945) was een Duitse politicus en gouwleider en parlementslid voor de NSDAP in de Rijksdag.

## Leven
Albrecht werd als een zoon van een domeinenbeheerder geboren. In 1918 behaalde hij zijn eindexamen aan het gymnasium in Altenburg. Albrecht meldde zich als vrijwilliger aan in de Deutsches Heer en werd Fahnenjunker in het Anhaltisches Infanterie-Regiment Nr. 93. in 1919 behaalde hij zijn eindexamen in Halle. Hij werd lid van de Vrijkorpsen Anhalt en Halle. Albrecht was ook nog kortstondig lid van het Reichswehr Infanterie-Regiment 49, maar verliet deze weer in september 1919 als Fahnenjunker-Gefreiter. Hij werd lid van de Reichshammerbund en Deutschvölkischer Schutz- und Trutzbund.
Van 1919 tot 1925 was Albrecht landbouwarbeider, leerling en ambtenaar in Holstein, Lübeck, Rügen en Oost-Pruisen werkzaam. Hij studeerde ook nog landbouw- en algemene economie in Berlijn, Rostock en Gießen. In 1925 promoveerde hij en werd Dr. phil. agr. ab.
In 1920 was Albrecht een van de medeoprichters van de Deutschsoziale Partei (DSP) in Berlijn.
In 1923 kwam hij voor het eerst in contact met de nationaalsocialisme beweging, en werd tegelijk een Gruppenführer en Zugführer en tot 1925 vaandeldrager in het Nationsozialistische Hundertschaft Charlottenburg (later Sturm 33, Maikowski).
In 1924 was Albrecht een medewerker van de Völkischer Beobachter. In 1926 deed hij mee aan de parlementsverkiezingen van Saksen voor de NSDAP, waar hij kort daarvoor lid van geworden was. Tussen 1926 en 1927 was hij als administrateur in Vogtland werkzaam. Vanaf 1927 werkte hij alleen nog maar voor de NSDAP als rijksredenaar (Reichsredner) en financieel adviseur. 
In 1930 werd hij tot waarnemend-gouwleider van Mecklenburg-Lübeck benoemd. Nadat de voormalige gouwleider Friedrich Hildebrandt verlof had gekregen van Hitler. In hetzelfde jaar nog werd hij voor de Rijksdag gekozen (kieskring 12 – Thüringen) en trad vervolgens vrijwillig weer terug als gouwleider. Hij werd aansluitend lid van de Reichswirtschaftsrates der nationalsozialistischen Reichsleitung en bleef dit tot zijn opheffing. Bovendien was hij van 1931 tot 1933 voorzitter van de fractie van economische zaken en vicevoorzitter van de begrotingscommissie in de Rijksdag. 
Hij raakte kennelijk in conflict met de NSDAP. In 1934 vermaande het Oberstes Parteigericht der NSDAP hem onder ontzegging van zijn capaciteit om een partijfunctie te bekleden voor de duur van drie jaar. Bovendien werd van hem geëist dat hij zijn rijksdagmandaat neer zou leggen. Maar hij bleef toch MdR van maart 1936 tot 1945 voor de kieskring 28 Dresden-Bautzen.
Verdere posten van Albrecht waren speciaal gezant voor de Thüringse regering in Berlijn, lid van de Kleinen und Großen Arbeitskonvents in het Deutsche Arbeitsfront. En hij was lid in de raad van beheer van de Rijkspost. En in 1934 gedelegeerde van de raad van commissarissen van de Vorstand der reichseigenen Deutschen Revisions- und Treuhand AG.
Over het verdere verloop van zijn carrière en familie is niks bekend.

## Lidmaatschapsnummers
- NSDAP-nr.: 35 916 (lid geworden 11 mei 1926)[8]